# Culex tatoi
Culex tatoi är en tvåvingeart som beskrevs av Casal och Garica 1971. Culex tatoi ingår i släktet Culex och familjen stickmyggor. Inga underarter finns listade i Catalogue of Life.